# Cape Neddick
Cape Neddick è una località sull'Oceano Atlantico del nord-est degli Stati Uniti d'America, facente parte dello Stato del Maine e della contea di York. Conta una popolazione di circa 2.500-2.600 abitanti.

## Geografia fisica
Cape Neddick sorge a nord dell'estuario del fiume Piscataqua ed è situata pochi chilometri a nord di York Harbor ed immediatamente a sud del villaggio di York Cliffs.

## Monumenti e luoghi d'interesse

### Architetture civili

#### Faro di Cape Neddick
Edificio celebre di Cape Neddick è il faro: soprannominato "The Nubble Light", la sua costruzione risale al 1879.

## Società

### Evoluzione demografica
Al censimento del 2010, Cape Neddick contava una popolazione pari a 2.568 abitanti, in maggioranza (1.405) di sesso femminile.
Il dato demografico è in calo del 14,3% rispetto al censimento del 2000.